# 卡尔·费斯特尔
卡尔·费斯特尔（德語：Karl Ferstl，1945年12月31日—），奥地利男子帆船运动员。他曾代表奥地利参加1980年和1984年夏季奥林匹克运动会帆船比赛，其中1980年奥运会获得一枚银牌。